# Thomas Ainslie
Thomas Ainslie (ur. 18 grudnia 1860 w Lasswade, zm. 16 marca 1926 w Edynburg) – szkocki rugbysta, reprezentant kraju.
W latach 1881–1885 rozegrał dwanaście spotkań dla szkockiej reprezentacji, w tym dziewięć w Home Nations Championship, w 1884 roku zdobywając jedno przyłożenie, które wówczas nie miało jednak wartości punktowej.